# Cravant-les-Côteaux
Cravant-les-Côteaux é uma comuna francesa na região administrativa do Centro, no departamento Indre-et-Loire. Estende-se por uma área de 37,35 km². Em 2010 a comuna tinha 680 habitantes (densidade: 18,2 hab./km²).